# Humanure
Humanure är det amerikanska death metal-bandet Cattle Decapitations tredje studioalbum, släppt 2004 av skivbolaget Metal Blade Records.

## Låtförteckning
1. "Scatology Domine (Intro)" (instrumental) – 1:02
2. "Humanure" – 3:05
3. "Reduced to Paste" – 4:13
4. "Bukkake Tsunami" — 4:33
5. "Cloacula: The Anthropophagic Copromantik" – 3:05
6. "Chummified" – 3:43
7. "Applied Human Defragmentation" – 5:19
8. "The Earthling" – 3:27
9. "Polyps" – 4:24
10. "Lips & Assholes" – 4:56
11. "Men Before Swine (Outro)" (instrumental) – 9:40

- Text: Travis Ryan
- Musik: Cattle Decapitation

## Medverkande
Musiker (Cattle Decapitation-medlemmar)
- Travis Ryan – sång
- Josh Elmore – gitarr
- Michael Laughlin – trummor
- Troy Oftedal – basgitarr

Bidragande musiker
- Gabe Serbian – bakgrundssång
- Justin Pearson – bakgrundssång
- Robert Bray – bakgrundssång
- Scott Miller – elektronik
- Chris Pooley – elektronik
- Overlord – piano

Produktion
- Bill Metoyer – producent, ljudtekniker, ljudmix
- Sean Vahle – ljudtekniker
- Brad Vance – mastering
- Wes Benscoter – omslagskonst